# شرف الدين ماجدولين
شرف الدين ماجدولين (ولد في شفشاون، بالمغرب، سنة 1969م) باحث وناقد وأكاديمي مغربي، مختص في الجماليات والسرديات اللفظية والبصرية والدراسات المقارنة، وصدر له مجموعة من المؤلفات النقدية منها: «حكايات صور: تأويلات نقدية»، وكتاب «الفتنة والآخر: أنساق الغيرية في السرد العربي».

## خبرات علمية وعملية
- حاصل على الدكتوراه في الآداب من جامعة محمد الخامس بالرباط، المغرب، تخصص: الأنساق المعرفية والتداولية للسرد العربي.
- ناقد وباحث في حقول: الجماليات، ونظرية الصورة، والسرديات البصرية، والنقد الروائي، والدراسات الأندلسية.
- أستاذ جامعي بالمعهد الوطني للفنون الجميلة -تطوان -المغرب.
- عمل مديرا لمركز البحوث والدراسات الأندلسية، التابع لوزارة الثقافة المغربية (من 2006 إلى 2014).
- يكتب في الصحافة الثقافية المغربية والعربية، وله عمود أسبوعي في صحيفة العرب اللندنية.[4]
- اعتمد كتابه بيان شهرزاد في مقررات الدراسات العليا بعدة جامعات عربية.

## مؤلفاته
- بيان شهرزاد: التشكلات النوعية لصور الليالي، ط:1 عن المركز الثقافي العربي، بيروت/ البيضاء، 2001. وط:2، عن الدار العربية للعلوم، بيروت، ومنشورات الاختلاف، الجزائر، 2010.
- الصورة السردية: في الرواية والقصة والسينما، ط:1 عن دار رؤية للنشر والتوزيع، القاهرة، 2006. وط:2، عن الدار العربية للعلوم، بيروت، ومنشورات الاختلاف، الجزائر، 2010.
- ترويض الحكاية: بصدد قراءة التراث السردي، الدار العربية للعلوم* بيروت، ومنشورات الاختلاف، الجزائر، 2007.
- حكايات صور: تأويلات نقدية، الدار العربية للعلوم* بيروت، ومنشورات الاختلاف، الجزائر، 2009.
- الفتنة والآخر: أنساق الغيرية في السرد العربي، الدار العربية للعلوم* بيروت، ومنشورات الاختلاف، الجزائر، 2012.[5]
- قارئ الرواية: تفاصيل وتجليات، منشورات ضفاف، بيروت، ومنشورات الاختلاف، الجزائر، 2017[6]
- الرسام والروائي: الصورة وإنتاج الأثر، المركز الثقافي للكتاب، بيروت- الدار البيضاء، 2020 [7]
- المؤلف في الصورة: الكتابة البصرية في الفن المعاصر، المركز الثقافي للكتاب، بيروت- الدار البيضاء، 2024 [8]

## أعد للنشر ونسق وقدم الكتب التالية
- عبد الحميد عقار: التجربة الثقافية والمسار النقدي، (تنسيق وتحرير)، منشورات وزارة الثقافة المغربية، الرباط، 2008.
- ذاكرة مدينة، (إعداد وتقديم)، منشورات مرسم، الدار البيضاء، 2008.
- السرد والسرديات في أعمال سعيد يقطين: دراسات – شهادات - حوارات، منشورات ضفاف، بيروت، دار الأمان، الرباط، ومنشورات الاختلاف، الجزائر، 2013.
- يوسف فاضل: مسارات الحكاية، منشورات مؤسسة منتدى أصيلة، الرباط، 2014.
- حسونة المصباحي: سردية الهامش والمنفى، منشورات مؤسسة منتدى أصيلة، الرباط، 2016[9]
- محمد سبيلا: الدرس الفلسفي وسؤال الحداثة، منشورات مؤسسة منتدى أصيلة، الرباط، 2017 [10]
- الرواية العربية وآفاق الكتابة الرقمية، منشورات مؤسسة منتدى أصيلة، الرباط، 2017[11]

## وألف بالاشتراك
- الأدب المغاربي اليوم، منشورات اتحاد كتاب المغرب، الرباط، 2006.
- رهانات الكتابة الروائية بالمغرب، منشورات كلية الآداب والعلوم الإنسانية، مكناس، 2008.
- الرواية العربية الآن، المجلس الأعلى للثقافة، القاهرة، 2008.
- مجلة العربي بعيون مغربية، المجلس الوطني للثقافة والفنون والآداب، الكويت، 2008.
- التجربة الروائية عند محمد برادة، منشورات المتخيل المتوسطي، طنجة، 2010.
- الذاكرة والإبداع: قراءات في كتابة ومحكيات السجن، منشورات المجلس الاستشاري لحقوق الإنسان، واتحاد كتاب المغرب، الرباط، 2010.
- أبحاث في الرواية العربية، منشورات مختبر السرديات، كلية الآداب والعوم اإنسانية، بنمسيك، الدار البيضاء، 2015.
- الرواية والسفر، منشورات مختبر السرديات، كلية الآداب والعوم اإنسانية، بنمسيك، الدار البيضاء، 2015.
- ذوات: الأعمال التشكيلية للنحات عبد الكريم الوزاني، منشورات المعهد الوطني للفنون الجميلة، تطوان، 2019.[12]
- البحث عن الذات بين جيلين، دار الأمان، الرباط، 2018.[13]
- موسوعة الثقافة العربية في القرن العشرين، إشراف: عبد الإله بلقزيز، منشورات مركز دراسات الوحدة العربية، بيروت، 2019[14]
- تجليات الغيرية في الثقافة العربية، منشورات آكاديمية المملكة المغربية، الرباط، 2019[15]
- الأدب المقارن والهويات المتحركة، تنسيق: فاتحة الطايب، منشورات كلية الآداب والعلوم الإنسانية، جامعة محمد الخامس بالرباط، 2019[16]
- الفلسفة والتفكير بالفعل، تنسيق: محمد الشيكر وآخرين، كلية الآداب والعلوم الإنسانية بالرباط، ومؤسسة آفاق، مراكش، 2024.[17]
- ما بين الفلسفة والأدب، أعمال اليوم الدراسي عن عبد الإله بلقزيز، مختبر الفلسفة والشأن العام، كلية الآداب والعلوم الإنسانية، بنمسيك، الدار البيضاء، 2023.[18]
- تأويلية العلم وتأويلية الفن، تنسيق: محمد الحيرش، مختبر التأويليات، كلية الآداب والعلوم الإنسانية، جامعة عبد المالك السعدي،  تطوان، 2022.[19]
- Abdelkrim OUAZZANI (Monographie), collectif (Charafdine Majdouline, Moulim El Aroussi, Abdelkrim Chiguer et Philippe Bologne), Ed : Gallery KENT, Tanger, 2023.[20]
- تطوان: إرث وطموحات متوسطية، (بالعربية والفرنسية والإسبانية، بالاشتراك مع آخرين)، منشورات Axions Communication، الرباط، 2020.[21]
- à 4 : Bashar Alhroub, Cécile Borne, Isabelle Leduc, Pierre-Luc Poujol , collectif, Musée Paul Valéry, Éditions midi-pyrénéennes,  PORTET SUR GARONNE,  2020.[22]

## الجوائز والمنح
- حاصل على جائزة المغرب للكتاب، فرع: الدراسات الأدبية والنقدية، لسنة 2007.
- حاصل على منحة الصندوق العربي للثقافة والفنون ببيروت (آفاق)، سنة 2009 (لإنجاز كتاب «الفتنة والآخر»).
- اختير كتابه «الفتنة والآخر» ضمن اللائحة الطويلة لجائزة الشيخ زايد للكتاب (صنف الدراسات النقدية) سنة 2014.

## *وصلات خارجية
حوار مع الناقد شرف الدين مجدولين في برنامج مشارف على القناة الأولى